# 샤 자한 모스크
샤 자한 모스크(우르두어: شاہ جہاں مسجد, 신드어: مسجد شاهجهاني،, 페르시아어: مسجد شاه‌جهان), 또는 타타의 자미아 마스지드(우르두어: جامع مسجد ٹھٹہ, 신드어: شاھجھاني مسجد ٺٽو, 영어: Jamia Masjid of Thatta)는 파키스탄 신드주의 타타시에 위치한 17세기 모스크이다. 남아시아에서 가장 정교한 타일 장식으로 유명하며, 무굴 제국 시기에 지어진 모스크로는 보기 드문 기하학 형태의 벽돌 양식으로 지어져 있다.
16세기~17세기 신드의 옛 수도였던 타타시 동부에 위치해 있다. 유네스코 세계 문화 유산으로 지정된 마클리 네크로폴리스 인근에 위치해 있으며, 카라치에서는 100km 떨어진 지점에 자리잡고 있다.
무굴 제국의 황제 샤 자한의 재위기에 지어졌으며, 샤 자한이 황태자 신분으로 피난해 왔을 때 환대해 준 것에 대한 감사의 표시로 건설을 명하면서 지어졌다. 모스크 건설이 이뤄지던 시기는 샤 자한이 사마르칸트 일대 정복에 나서던 시점이었기에 중앙아시아 건축의 영향을 많이 받았다.

## 역사

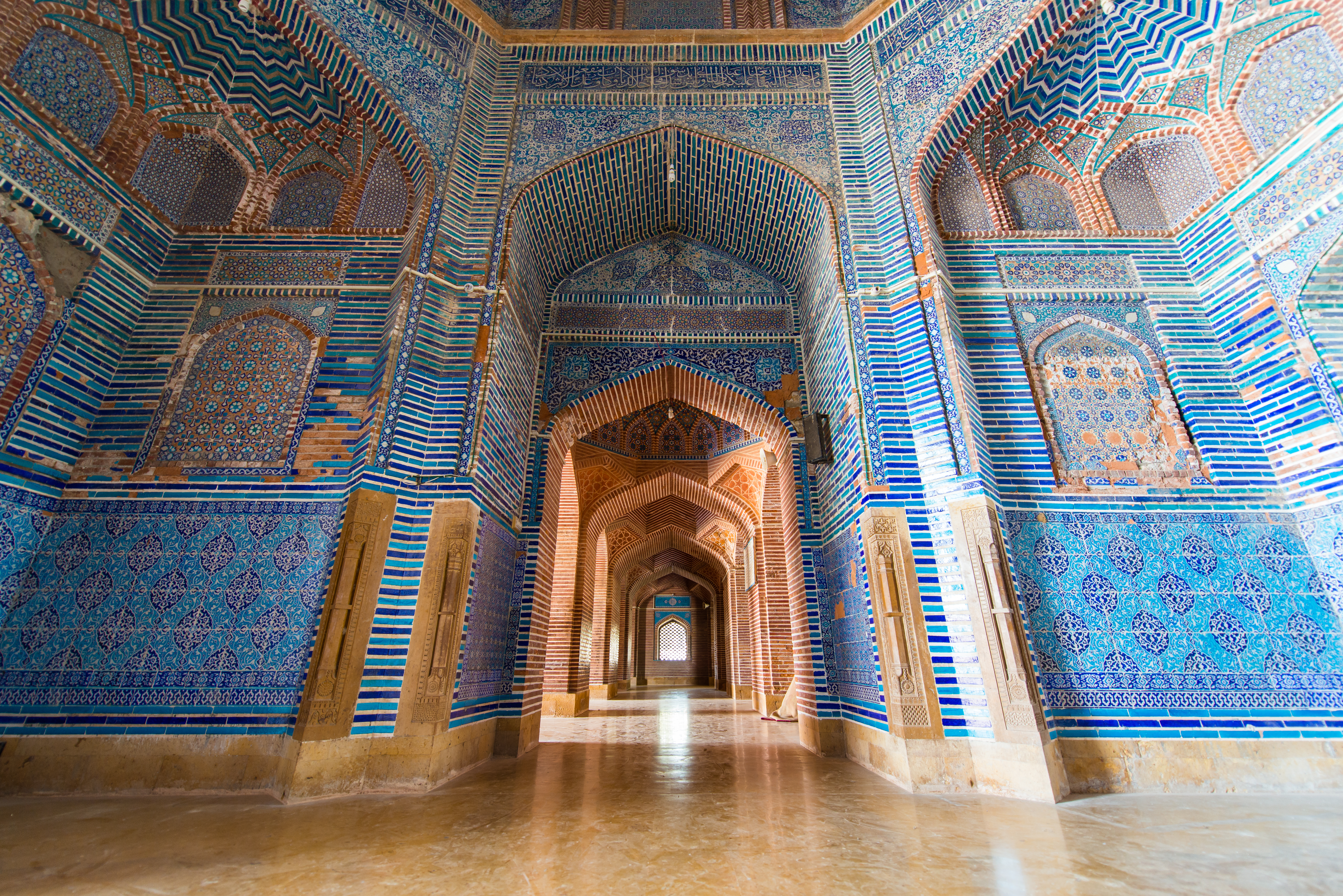
모스크 내부의 타일 양식은 샤 자한이 중앙아시아 정복에 나설 당시 티무르 왕조의 건축으로부터 영향받았음을 알 수 있다.

모스크 내부의 페르시아어로 적힌 비문에는 무굴 제국의 제5대 황제 샤 자한의 치세였던 1644년~1647년에 지어졌다는 사실을 밝히고 있다. 제6대 아우랑제브 황제 치세였던 1659년에는 동쪽 시설의 확장 공사가 이뤄졌다.
샤 자한은 17세기 무굴 제국의 제5대 황제로, 이 모스크는 샤 자한이 황태자일 시절에 지어진 것이다. 당시 샤 자한은 아버지 자한기르 황제에게 반역을 꾀했다가 타타로 피난해 왔다. 타타 현지의 신드인들의 환대에 감명받은 샤 자한은 그 감사의 뜻으로 모스크를 건설할 것을 명했다. 다만 단순히 황태자의 명령 뿐만 아니라 1637년 폭풍 사태로 타타 시가 쑥대밭이 되자 민심을 얻기 위한 것도 건설 동기에 부분적으로 작용했다는 해석이다.
샤 자한의 중앙아시아 원정도 당대 지어진 모스크 건축 양식에 영향을 미쳤다. 원래 티무르 제국의 영토였던 신드 지방은 1592년에서야 무굴 제국에 편입되었다. 당시 샤 자한은 티무르 왕조의 수도 사마르칸트 (지금의 우즈베키스탄)으로 진격해 나아갔는데 이 과정에서 티무르 왕조의 양식이 무굴 제국으로 전해진 것이다. 샤 자한은 모스크가 건설되는 동안 이 지역을 떠나고 없었기 때문에 건설 과정에 직접 관여할 가능성은 적지만, 내부 타일이나 정교한 벽돌 패턴 등 그 완성도에 전력을 기울인 것을 보면 황가의 후원으로 지어졌음은 분명히 알 수 있다.

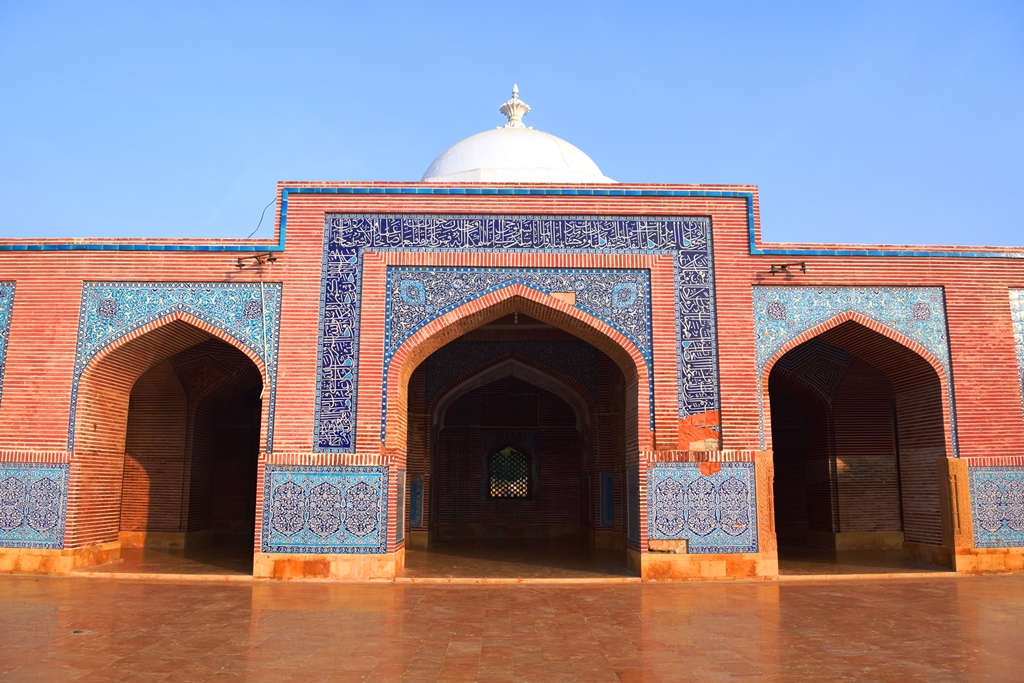
중앙 마당에서 바라본 주 기도실로 들어가는 입구

모스크 내부의 미흐라브는 원래는 잘못된 방향에 설치되었다는 설화가 전해진다. 여기서 미흐라브란 무슬림들이 기도할 때 반드시 알아야 할, 메카 방향을 알려주는 벽감을 말한다. 이슬람 신비주의 종파인 수피파 학자 마크둠 누 (Makhdum Nooh)가 미흐라브의 방향이 잘못되었다는 사실을 깨닫고 모스크의 설계자에게 이 사실을 알렸는데, 현지 설화에 따르면 기도의 힘으로 하룻밤 새에 오류를 바로잡고 이슬람 성인에 등극했다고 전해진다. 문헌상의 기록에 따르면 샤 자한 모스크의 미흐라브는 완공된 지 약 100년 후에 다시 지었다고 한다.
1692년 아우랑제브 황제, 1812년 무라드 알리 칸의 주도로 두 차례 보수공사를 거쳤다. 1993년 유네스코 세계문화유산 잠정 목록으로 등재되었으나, 파키스탄 북부의 와지르 칸 모스크나  바드샤히 모스크만큼 잘 보존된 사례로는 보기 힘들다는 이유로 등재되지는 못했다.

## 건축
샤자한 모스크의 건축 양식은 튀르키예와 페르시아 양식으로부터 크게 영향을 받았다. 모스크 전반에 대대적인 벽돌쌓기와 푸른색 타일이 활용되고 있는데, 중앙아시아 티무르 제국의 건축양식으로부터 직접적인 영향을 받았음이 드러난다.

### 장식 요소

#### 타일 장식
샤 자한 모스크에는 타일 장식을 많이 활용하였으며 인도대륙에서도 가장 정교한 작품으로 꼽힌다. 샤 자한 재위기에 지어진 또다른 모스크인 파키스탄 라호르의 와지르 칸 모스크와는 달리 타타의 모스크는 프레스코를 사용하지 않았다.
각 타일은 티무르 제국의 양식을 직접적으로 받은 흔적이 드러나 있다. 코발트블루의 감청색, 터키석의 청록색, 망간의 자색, 흰색 타일 등을 활용하였다.
모스크 내부의 돔 천장에는 밤하늘을 표현하기 위해 파란색과 흰색 타일을 별 모양으로 정교하게 배열한 것으로 장식되어 있다. 벽면에는 압둘 가푸르와 압둘 셰이크가 쓴 것으로 되어 있는 서예 작품의 타일로 장식되어 있다.
타일의 위치와 배열은 페르시아 사파비 왕조의 영향을 받았음을 드러내고 있으며, 타일 하나에도 여러 가지 색상이 담기도록 하였는데 이는 상술한 라호르 모스크에서 여러 타일로 하나의 색상을 표현한 것과는 다르다. 여러 가지 색상의 타일과 꽃무늬를 활용한 것은 페르시아 카샨 지역의 양식을 반영한 것이다.

#### 벽돌 장식
화려한 타일 뿐만 아니라 벽돌을 쌓는 패턴도 기하학적 형태를 지니도록 하였으며 그 범위는 모스크 전반에 걸쳐 있다. 이런 식의 벽돌 장식은 당시 무굴 제국의 모스크에서도 보기 드문 장식요소로서, 오히려 본 모스크의 건설에 적용된 티무르 제국의 건축양식의 특징에 해당된다. 티무르 양식 뿐만 아니라 신드 현지의 양식으로부터 영향을 받았는데 이는 다시 페르시아 건축으로부터 전래된 것이다. 벽돌장식은 중앙 마당을 둘러싼 아케이드에서 가장 두드러지며, 보조돔의 하부 장식에도 동심원 모양의 벽돌 고리를 형성한 구조를 채택하였다.

### 배치 구조
샤 자한 모스크의 배치 구조는 오늘날 인도 아그라시 인근 카치푸라에 위치한 후마윤 모스크의 영향을 받은 것으로 추정된다. 후마윤 모스크는 보수적인 티무르 양식을 간직한 곳이기도 하다. 모스크 부지 내로 들어가는 주 출입로는 페르시아식 차르바흐 (charbagh), 즉 사각정원을 거치도록 되어 있다.
내부에는 직사각형 안마당 (중정)을 두고 있으며, 동서남북 방면에 대문이 하나씩 총 4개가 나 있는데 이것을 이완 (iwan)이라고 부른다. 이완은 안쪽으로 벽이 움푹 패여 들어간 아치형 건축요소로서, 안마당을 중심으로 동서남북으로 이완을 두고 있는 구조라면 4이완 배치구조 (four-iwan layout)이라 부른다. 안뜰은 직사각형 모양이며 크기는 169피트 x 97피트이다. 33개의 아치가 늘어선 통로형 회랑으로 둘러싸여 있다.

모스크의 미흐라브에는 구멍 장식 가림막이 있는데 무굴제국의 무덤 건축에서 널리 채택한 요소이지만 모스크 건축에서는 이례적이다. 거대한 규모에도 불구하고 모스크의 구조상 음향 효과가 뛰어나 돔의 한쪽 끝에서 들리는 큰 목소리가 100데시벨을 넘기면 다른쪽 끝에서도 들릴 정도이다. 메인 기도실에서는 건물 전체에서 기도하는 소리가 들린다. 한편 기도 시간을 알리는 미나레트를 두지 않은 것도 특징이며, 반대로 돔의 개수는 93개에 달하는데 현재 파키스탄 전역의 모스크 가운데서 최다 규모이다.

## 같이 보기
- 샤 자한
- 와지르 칸 모스크
- 파키스탄의 모스크 목록